# Фабіо Фаббрі
Фабіо Фаббрі (італ. Fabio Fabbri, нар. 4 серпня 1943, Парма, Емілія-Романья, Королівство Італія) — італійський дипломат. Надзвичайний і Повноважний Посол Італії в Україні в 2004-2007 роках.

## Біографія
Народився 4 серпня 1943 році в Пармі. 
Закінчив університет у Пармі. Володіє англійською, французькою і російською мовою.
Почав дипломатичну службу в МЗС Італії в 1970 році. 
До призначення в жовтні 2003 року послом Італії в Україні працював в Генеральній дирекції з питань європейській інтеграції МЗС Італії. 
З 1999 по 2002 рік обіймав посаду заступника глави постійного представництва Італії при Європейському Союзі у Брюсселі. 
24 березня 2004 року вручив вірчі грамоти Президенту України Леоніду Кучмі.
Був Надзвичайним і Повноважним Послом Італії в Україні в 2004-2007 роках.